# Asyntona doleschalli
Asyntona doleschalli är en tvåvingeart som beskrevs av Osten Sacken 1881. Asyntona doleschalli ingår i släktet Asyntona och familjen bredmunsflugor. Inga underarter finns listade i Catalogue of Life.